# Cinc llibertats
Les cinc llibertats descriuen cinc aspectes del benestar animal quan es troba sota control humà. Es van redactar com a resposta a un informe del govern del Regne Unit de 1965 sobre la ramaderia, i es van fer oficials a la declaració de premsa de 1979 per part del Consell de Benestar dels Animals de Granja del Regne Unit. Les Cinc Llibertats han estat adoptades per grups professionals com veterinaris i organitzacions com l'Organització Mundial per a la Salut Animal, la Royal Society for the Prevention of Cruelty to Animals, i la Societat Americana per a la Prevenció de Crueltat amb els animals.

## Conveni actual
Les cinc llibertats tal com s'expressen actualment són:
1. Llibertat de la fam o la set a partir d'un accés immediat a aigua potable i una dieta per mantenir totalment la salut i l'energia
2. Llibertat de malestar proporcionant un entorn adequat que inclogui un refugi i una zona de descans còmoda
3. Llibertat de dolor, lesions o malalties per prevenció o diagnòstic i tractament ràpids
4. Llibertat per expressar la conducta normal (el màxim possible) proporcionant espai suficient, instal·lacions adequades i companyia de la mateixa espècie de l'animal
5. Llibertat de la por i l'angoixa assegurant condicions i tractament que evitin el patiment mental

## Història
El 1965, el govern del Regne Unit va encarregar una investigació, dirigida pel professor Roger Brambell sobre el benestar dels animals de granja intensiva, en part, com a resposta a les preocupacions plantejades al llibre de 1964 de l'autora i activista Ruth Harrison, Animal Machines . L'informe Brambell deia que "un animal hauria de tenir almenys prou llibertat de moviment per poder girar-se, netejar-se, aixecar-se, estirar-se i estirar les extremitats sense dificultats". Aquesta breu recomanació va obtenir el nom de les cinc llibertats de Brambell.
Arran de l'informe, es va crear el Comitè Assessor de Benestar d'Animals de Granja per fer el seguiment del sector ramader. El juliol de 1979 va ser substituït pel Consell de Benestar dels Animals de Granja, i a finals d'aquell any, les cinc llibertats s'havien recopilat en elformat de llista que coneixem avui dia.